# Lobitos
Lobitos es una localidad y balneario peruano, capital del distrito homónimo ubicado en la provincia de Talara en el departamento de Piura. Se encuentra a aproximadamente 18 km al norte de la ciudad de Talara.

## Descripción

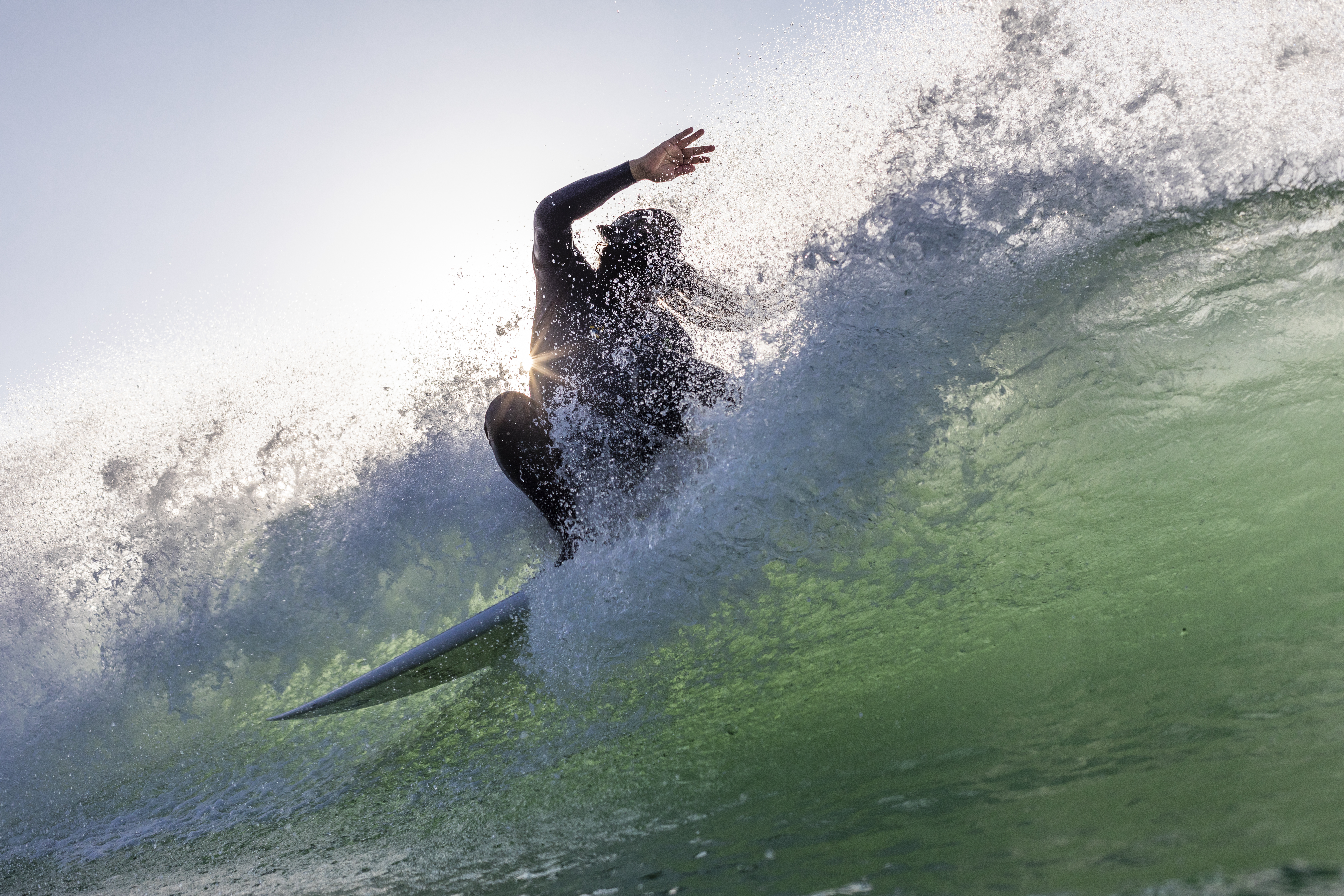
Tablista realizando una maniobra de surf en la rompiente de ola de Lobitos.

El nombre de Lobitos se debe a la abundante presencia de lobos marinos en el lugar. Los pobladores de Lobitos se dedican a la pesca artesanal (en decrecimiento por la sobreexplotación), agricultura, entre otras actividades. Actualmente es visitado por turistas de diversos lugares que llegan al balneario, principalmente para practicar surf. Lobitos cuenta con 26 km de línea costera y 13 rompientes de ola.
En 2012 se celebró en una de las rompientes de ola de Lobitos la quinta parada del campeonato mundial femenino de Tabla WCT (World Championship Tour) del ASP World Tour.
Desde el 14 de diciembre de 2017, las rompientes de Lobitos denominadas “Baterías”, “Lobitos” y “Piscinas” se encuentran protegidas por la Ley de rompientes a través de la Resolución Directoral n. 1093-2017 de la Dirección General de Capitanías y Guardacostas (DICAPI) de la Marina de Guerra del Perú.